# 苦楽園口駅
苦楽園口駅（くらくえんぐちえき）は、兵庫県西宮市石刎町（いしばねちょう）にある、阪急電鉄甲陽線の駅。駅番号はHK-29。

## 歴史
甲陽線が開通した当初は信号所として開設され、のちに駅に昇格した経緯を持つ。当駅の開業に合わせて、駅前からは阪急初の直営バスが運行を開始し、阪急におけるバス事業の先駆けとなった。

### 年表
- 1924年（大正13年）10月1日：甲陽線が開業[3]。同時に越木岩信号所（こしきいわしんごうしょ）が開設される[1][4]。
- 1925年（大正14年）3月8日：駅に昇格、苦楽園口駅として開業[1][3]。
- 2013年（平成25年）12月21日：駅番号導入。

## 駅構造
相対式ホーム2面2線を有する、交換設備を備えた地上駅である。駅舎（改札口）は甲陽園行きホーム甲陽園寄りに西口（西改札口）が、夙川行きホーム甲陽園寄りに東口（東改札口）がある。西口には自動券売機・有人改札・自動改札機があり、東口にあるのは自動改札機のみである。互いのホームは地下道で連絡している。
トイレは夙川行きホーム中ほどに設置され、多機能トイレも併設されている。

### のりば
| 号線 | 路線    | 方向 | 行先                                         |
| ---- | ------- | ---- | -------------------------------------------- |
| 1    | ■甲陽線 | 下り | 甲陽園行き                                   |
| 2    | ■甲陽線 | 上り | 夙川・大阪梅田・神戸（三宮）・京都・宝塚方面 |

※実際には構内にのりば番号表記はないが、スマートフォン向けアプリ「阪急沿線ナビ TOKKアプリ」の発車案内機能では、甲陽園方面が1号線、夙川方面が2号線と表示されている。

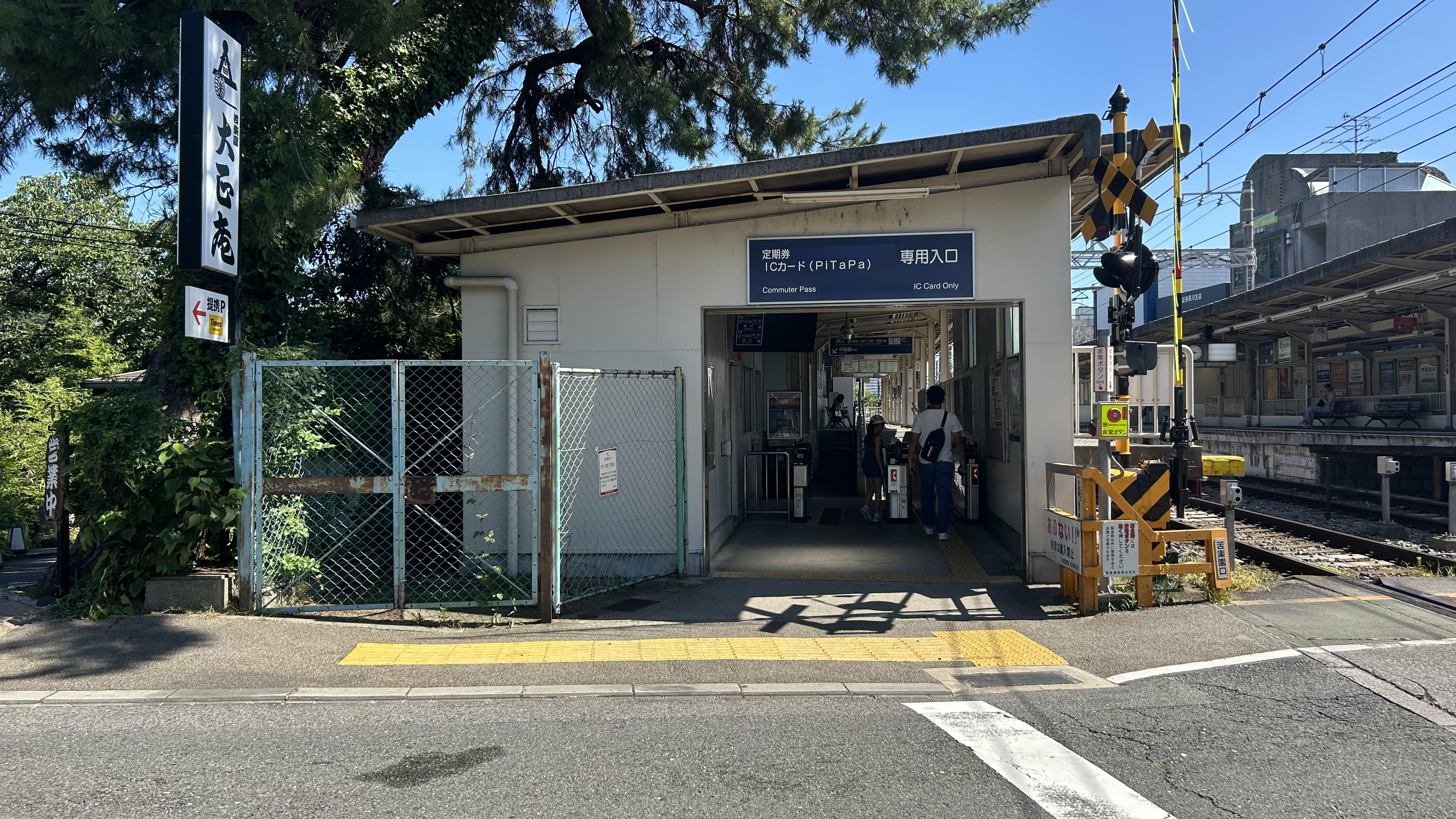
東口
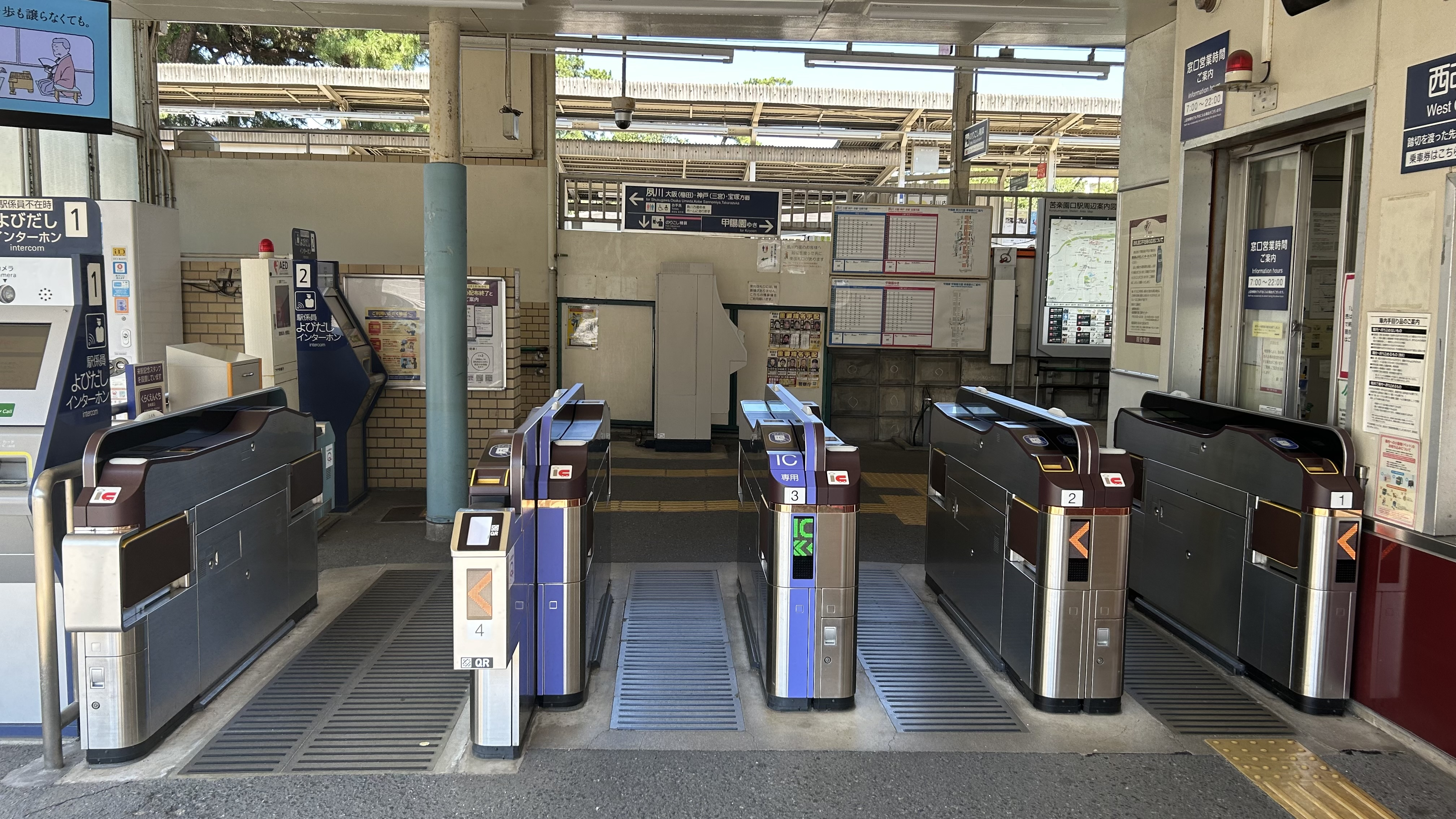
西改札口
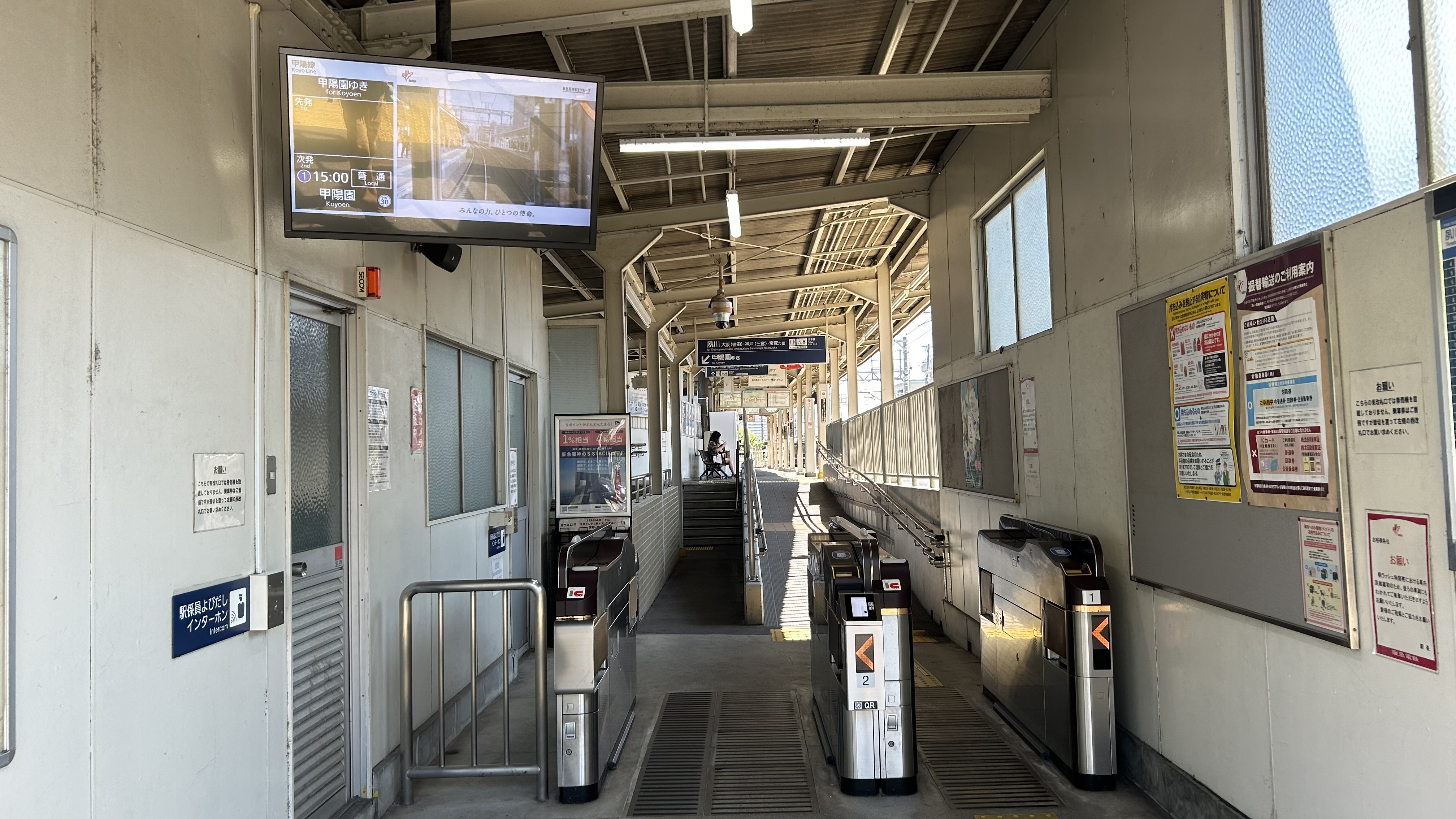
東改札口
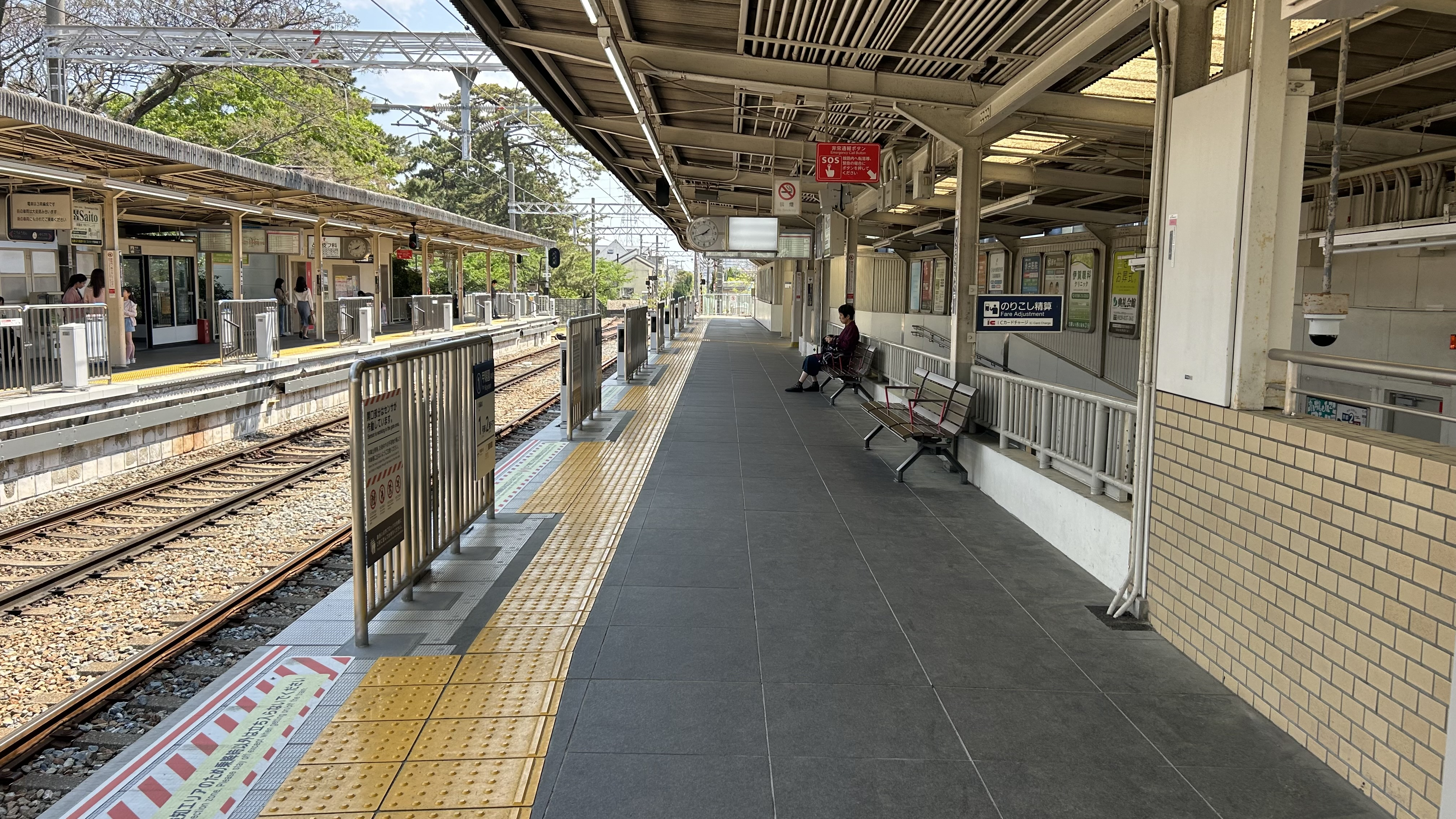
甲陽園方面ホーム
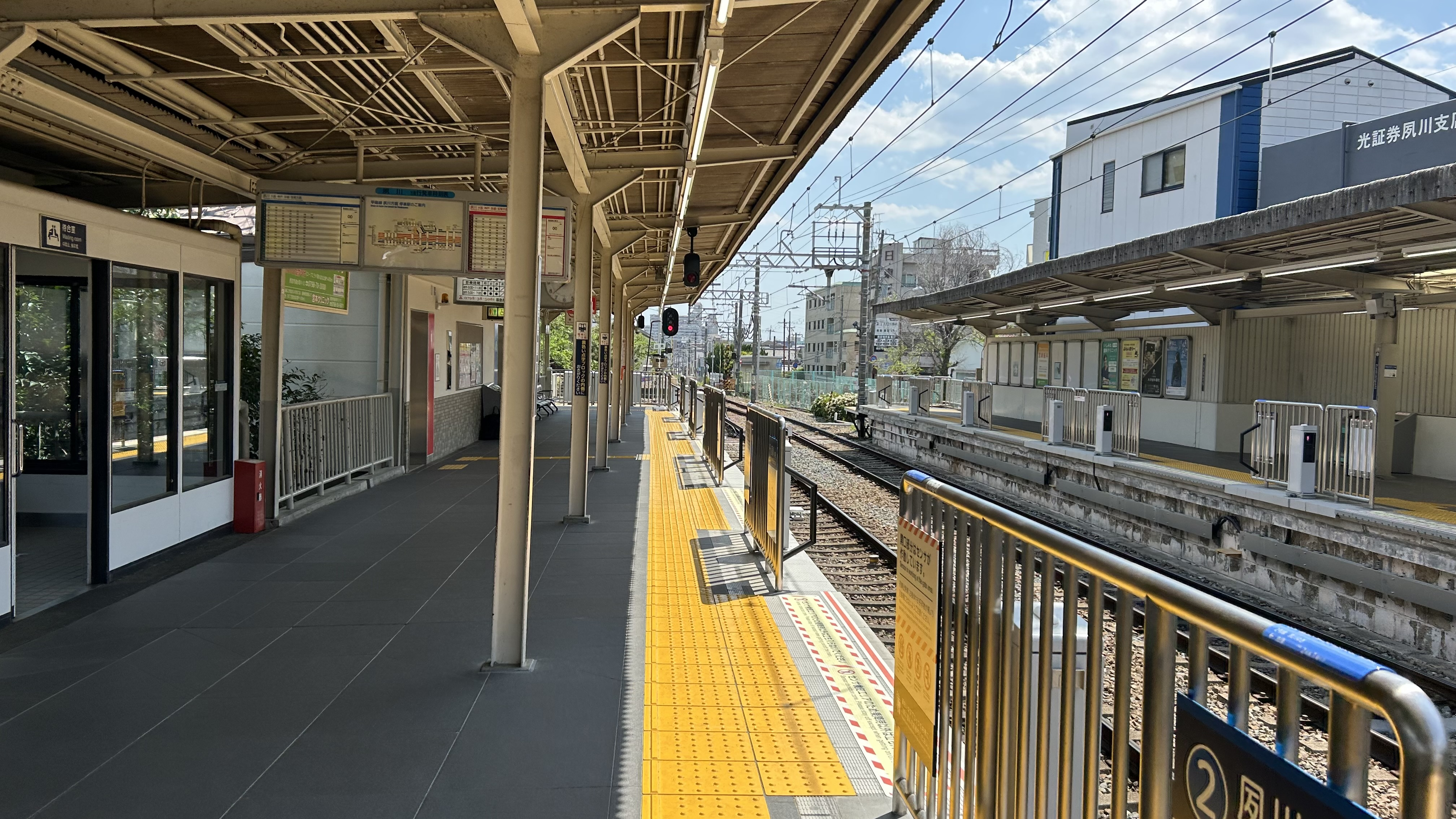
夙川方面ホーム
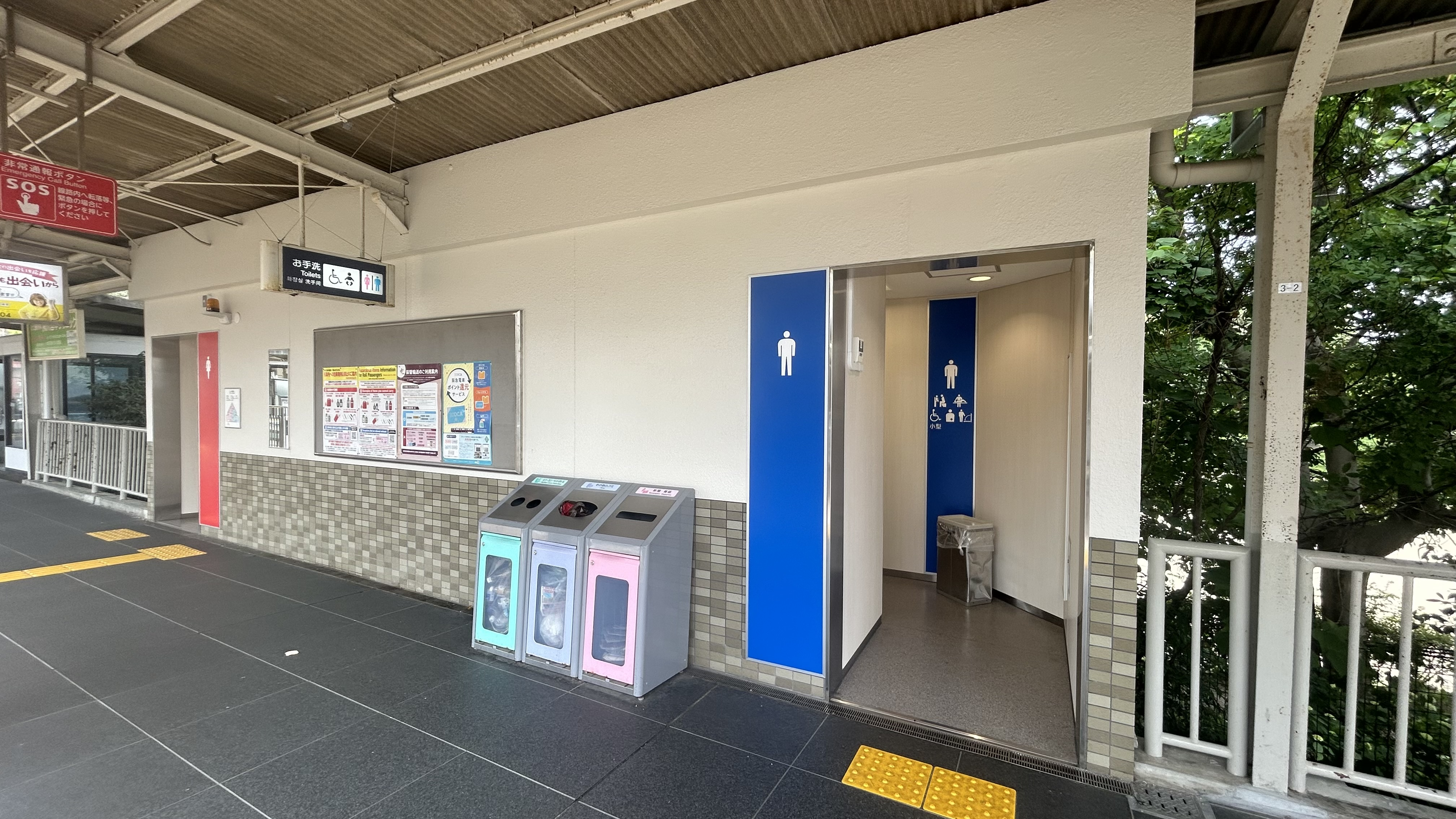
トイレ
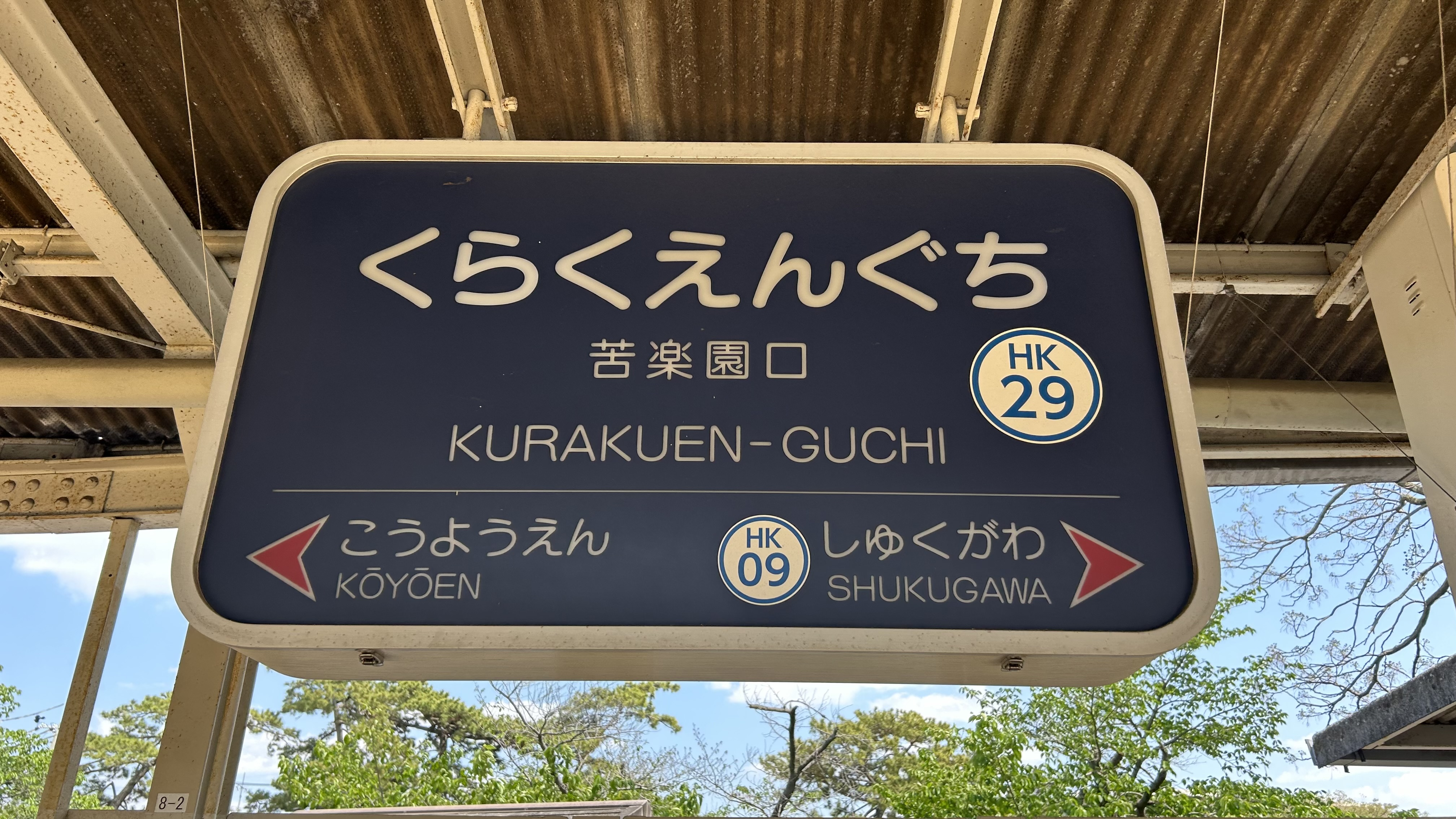
駅名標

## 利用状況
2023年（令和5年）の通年平均乗降人員は11,247人である。
各年次の1日平均利用状況の推移は下表の通り。
| 年次               | 乗降人員 | 増減率 | 順位 | 出典       |
| ------------------ | -------- | ------ | ---- | ---------- |
| 2017年（平成29年） | 12,174   |        | 60位 | [ 阪急 1 ] |
| 2018年（平成30年） | 12,040   | -1.1%  | 61位 | [ 阪急 2 ] |
| 2019年（令和元年） | 12,270   | 1.9%   | 62位 | [ 阪急 3 ] |
| 2020年（令和02年） | 9,435    | -23.1% | 62位 | [ 阪急 4 ] |
| 2021年（令和03年） | 9,979    | 5.8%   | 61位 | [ 阪急 5 ] |
| 2022年（令和04年） | 10,661   | 6.8%   | 62位 | [ 阪急 6 ] |
| 2023年（令和05年） | 11,247   | 5.5%   | 62位 |            |

### 年間乗車人員
近年の1年間の乗車人員は以下の通り。なお下表内の数値の単位は全て「千人」である。
| 年度               | 年間 乗車人員 | 出典          |
| ------------------ | ------------- | ------------- |
| 2003年（平成15年） | 2,102         | [ 西宮市 1 ]  |
| 2004年（平成16年） | 2,069         | [ 西宮市 1 ]  |
| 2005年（平成17年） | 2,192         | [ 西宮市 1 ]  |
| 2006年（平成18年） | 2,110         | [ 西宮市 1 ]  |
| 2007年（平成19年） | 2,149         | [ 西宮市 1 ]  |
| 2008年（平成20年） | 2,231         | [ 西宮市 1 ]  |
| 2009年（平成21年） | 2,341         | [ 西宮市 2 ]  |
| 2010年（平成22年） | 2,412         | [ 西宮市 3 ]  |
| 2011年（平成23年） | 2,481         | [ 西宮市 4 ]  |
| 2012年（平成24年） | 2,523         | [ 西宮市 5 ]  |
| 2013年（平成25年） | 2,591         | [ 西宮市 5 ]  |
| 2014年（平成26年） | 2,682         | [ 西宮市 5 ]  |
| 2015年（平成27年） | 2,736         | [ 西宮市 5 ]  |
| 2016年（平成28年） | 2,739         | [ 西宮市 6 ]  |
| 2017年（平成29年） | 2,724         | [ 西宮市 7 ]  |
| 2018年（平成30年） | 2,719         | [ 西宮市 8 ]  |
| 2019年（令和元年） | 2,749         | [ 西宮市 9 ]  |
| 2020年（令和02年） | 2,159         | [ 西宮市 10 ] |
| 2021年（令和03年） | 2,258         | [ 西宮市 11 ] |
| 2022年（令和04年） | 2,499         | [ 西宮市 12 ] |

## 駅周辺
当駅の西部一帯に苦楽園という地域があり、そこは大正期から昭和期にかけて苦楽園温泉という温泉地として親しまれた。そこへアクセスする目的で設置されたため、苦楽園口駅となった。ただし苦楽園までは徒歩で20分程度かかり、急な山道を登ることになる。
春の花見シーズンには夙川公園を訪れる行楽客で賑わう。
- 苦楽園 - 西宮七園の一つで高級住宅街。
- 夙川 - 駅南側で中新田川が合流する。
- 夙川公園
- 西宮市消防局 西宮消防署北夙川分署
- 西宮市立北夙川小学校
- 西宮苦楽園口郵便局
- 芦屋市六麓荘町
- 満池谷墓地、西宮市立満池谷火葬場
- ニテコ池 - 『火垂るの墓』の舞台。満池谷火葬場の南側にある。
- リーストラクチャー苦楽園 - 八束はじめ設計。元々はそごう神戸店（現神戸阪急）の外商拠点「そごうWING苦楽園」で、ハンティングワールドなども入居していた。
  - 上島珈琲店 苦楽園本店
- 野村証券 苦楽園支店
- 樋之池公園、樋之池プール
- いかり夙川店
- 関西スーパー 苦楽園店
- 西宮市立夙川小学校
- 西宮市立夙川幼稚園
- コープ苦楽園
- 石刎児童遊園
- 松風公園
- 豊楽公園
- 老松団地
- 深谷公園
- 松谷公園
- 北夙川体育館

### だんじり祭
- 当駅周辺では、毎年10月下旬、越木岩だんじり祭が開催される。
- 近くの北夙川小学校では3年生に授業が行われる。

### バス路線
当駅との連絡停留所としては扱われていないが、駅西方の徒歩圏内に阪急バス・阪神バスが発着する「苦楽園口」停留所が、東方徒歩圏内に阪神バスの「苦楽園口東」停留所があり、阪急バスは西宮市内線（夙川台系統）や芦屋市内線を、阪神バスは西宮山手線や鷲林寺線を乗り入れさせている。

## 隣の駅

### 阪急電鉄
■甲陽線
夙川駅 (HK-09) - 苦楽園口駅 (HK-29) - 甲陽園駅 (HK-30)

### 記事本文

### 利用状況
1. 1 2  駅別乗降人員 - 阪急電鉄
2. ↑  西宮市統計書

#### 阪急電鉄
1. ↑  阪急電鉄. “駅別乗降人員（2017年 通年平均）”. 2018年9月17日時点のオリジナルよりアーカイブ。2024年12月1日閲覧。
2. ↑  阪急電鉄. “駅別乗車人員（2018年 通年平均）”. 2024年4月29日時点のオリジナルよりアーカイブ。2024年12月1日閲覧。
3. ↑  阪急電鉄. “駅別乗車人員（2019年 通年平均）”. 2024年4月29日時点のオリジナルよりアーカイブ。2024年12月1日閲覧。
4. ↑  阪急電鉄. “駅別乗車人員（2020年 通年平均）”. 2024年4月29日時点のオリジナルよりアーカイブ。2024年12月1日閲覧。
5. ↑  阪急電鉄. “駅別乗車人員（2021年 通年平均）”. 2024年4月29日時点のオリジナルよりアーカイブ。2024年12月1日閲覧。
6. ↑  阪急電鉄. “駅別乗車人員（2022年 通年平均）”. 2024年4月29日時点のオリジナルよりアーカイブ。2024年12月1日閲覧。

#### 西宮市統計書
1. 1 2 3 4 5 6  平成21年統計書 運輸及び通信 (PDF)
2. ↑  平成22年統計書 運輸及び通信 (PDF)
3. ↑  平成23年統計書 運輸及び通信 (PDF)
4. ↑  【H24統計書】運輸及び通信 (PDF)
5. 1 2 3 4  【平成28年統計書】4運輸・通信 (PDF)
6. ↑  【平成29年統計書】4運輸・通信 (PDF)
7. ↑  【平成30年統計書】4運輸・通信 (PDF)
8. ↑  【令和元年統計書】4運輸・通信 (PDF)
9. ↑  【令和2年統計書】4運輸・通信 (PDF)
10. ↑  【令和3年統計書】4運輸・通信 (PDF)
11. ↑  【令和4年統計書】4運輸・通信 (PDF)
12. ↑  【令和5年統計書】4運輸・通信 (PDF)